# Проломник мохнатый
Проломник мохнатый (лат. Androsace villosa) — многолетнее хохлатое растение, принадлежащее к семейству Первоцветные.

## Описание
Высотой от 2 до 4 сантиметров. Стебли одревесневшие и ветвистые, листья сидячие, с ланцетной бело-волосистой пластинкой. Цветоносы несут от 2 до 4 цветков белого или бледно-розового цвета с жёлтым глазком. Венчик имеет короткую трубку и 5 лопастей. Растение цветёт с мая по июль.
Растёт в Альпах и на Апеннинах, на пастбищах и известняковых каменистых субстратах.